# Moulin à eau Saint-Louis de Sainte-Ursule
Le Moulin à eau Saint-Louis de Sainte-Ursule est l'un des derniers moulins à eau du Québec au Canada.

## Identification
- Nom du bâtiment : Moulin à eau Saint-Louis
- Autre nom : Moulin à eau de la Carrière
- Adresse civique : 1335, rue Petite-Carrière
- Municipalité : Sainte-Ursule
- Propriété : Privée

## Construction
- Date de construction : 1761
- Nom du constructeur : Richard Soyer
- Nom du propriétaire initial : Congrégation des Ursulines de Trois-Rivières

## Chronologie
- Évolution du bâtiment :
- Propriétaires :
  - 1761-1882 : Congrégation des Ursulines de Trois-Rivières
  - 1882-1904 : Louis Carle, seigneur, pour le prix de 5 500 $
  - 1904-1965 : Joseph St-Louis
  - 1965-1992 : Jean St-Louis
  - 1992-2007 : Jean-Claude Gauthier et Cécile Goulet
  - 2007-2014 : Martin Pilon

- Transformations majeures :

## Protection patrimoniale
Malgré plusieurs demandes à cet effet[réf. nécessaire], le moulin n'est pas inscrit au registre des biens culturels du Québec.
Le moulin a cessé ses activités en 2011, les propriétaires n'ont pu obtenir de financement auprès de la municipalité ainsi que du gouvernement pour continuer les opérations. Les bâtiments ainsi que les terrains sont à vendre. Y aura-t-il une relève pour opérer le moulin?

## Mise en valeur
- Constat de mise en valeur : Ouvert aux visiteurs jusqu'à la fin de la saison touristique de 2010. Deux maisons sont aussi sur le site du moulin, l'une, la maison du meunier, a été utilisée comme table champêtre, et l'autre comme gîte touristique.
- Site d'origine : Oui
- Constat sommaire d'intégrité :
- Responsable : Les propriétaires.

## Note
Le plan de cet article a été tiré du Grand répertoire du patrimoine bâti de Montréal et de l'Inventaire des lieux de mémoire de la Nouvelle-France.